# Lista över truppslag inom Indiens armé

Indiska artilleriets truppslagsflagga.

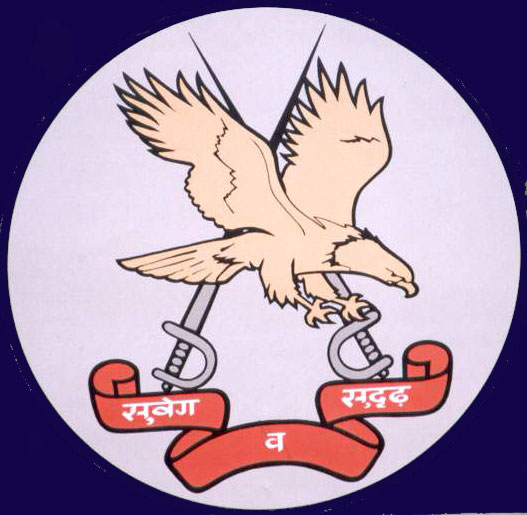
Indiska arméflygets truppslagsmärke.

Indiska trängtruppernas truppslagsflagga.

Lista över truppslag inom Indiens armé.
- Armoured Corps - Pansartrupper
- Regiment of Artillery - Artilleri
- Army Aviation Corps - Arméflyg
- Army Air Defence - Luftvärn
- Corps of Engineers - Ingenjörstrupper
- Corps of Signals - Signaltrupper
- Infantry - Infanteri
- Army Medical Corps  - Fältläkarkår och sjukvårdstrupper
- Army Ordnance Corps - Tygmateriel
- Corps of EME - Tygtekniker
- Remount & Veterinary Corps - Remonteringväsende och Veterinärer
- Corps of Military Police - Militärpolis
- Army Postal Service - Postväsende
- Army Dental Corps - Tandvård
- Army Service Corps - Träng
- Army Education Corps - Lärare i civila läroämnen
- Pioneer Corps - Pionjärtrupper
- Defence Security Corps - Försvarets säkerhetsstyrka
- Territorial Army - Nationella skyddsstyrkorna